# Episodi di R. L. Stine's The Haunting Hour (prima stagione)
La prima stagione della serie televisiva R. L. Stine's The Haunting Hour è stata trasmessa dal canale televisivo statunitense The Hub dal 29 ottobre 2010 al 14 maggio 2011.
| nº | Titolo originale        | Titolo italiano | Prima TV USA     | Prima TV Italia |
| -- | ----------------------- | --------------- | ---------------- | --------------- |
| 1  | Really You: Part 1      |                 | 29 ottobre 2010  |                 |
| 2  | Really You: Part 2      |                 | 29 ottobre 2010  |                 |
| 3  | A Creature Was Stirring |                 | 25 dicembre 2010 |                 |
| 4  | The Dead Body           |                 | 25 dicembre 2010 |                 |
| 5  | Nightmare Inn           |                 | 8 gennaio 2011   |                 |
| 6  | The Red Dress           |                 | 15 gennaio 2011  |                 |
| 7  | Ghostly Stare           |                 | 29 gennaio 2011  |                 |
| 8  | The Walls               |                 | 5 febbraio 2011  |                 |
| 9  | Game Over               |                 | 12 febbraio 2011 |                 |
| 10 | Alien Candy             |                 | 19 febbraio 2011 |                 |
| 11 | Fear Never Knocks       |                 | 26 febbraio 2011 |                 |
| 12 | Best Friend Forever     |                 | 5 marzo 2011     |                 |
| 13 | Black Mask              |                 | 12 marzo 2011    |                 |
| 14 | Afraid of Clowns        |                 | 19 marzo 2011    |                 |
| 15 | My Sister the Witch     |                 | 26 marzo 2011    |                 |
| 16 | Wrong Number            |                 | 2 aprile 2011    |                 |
| 17 | Catching Cold           |                 | 9 aprile 2011    |                 |
| 18 | Pool Shark              |                 | 16 aprile 2011   |                 |
| 19 | Lights Out              |                 | 23 aprile 2011   |                 |
| 20 | The Perfect Brother     |                 | 30 aprile 2011   |                 |
| 21 | Scary Mary: Part 1      |                 | 7 maggio 2011    |                 |
| 22 | Scary Mary: Part 2      |                 | 14 maggio 2011   |                 |